# Крутько Валерій Семенович
Вале́рій Семе́нович Крутько́ (нар. 30 травня 1939, с. Лермонтовка Хабаровського краю РРФСР) — український учений, фахівець з фтизіатрії і пульмонології, доктор медичних наук, професор, завідувач кафедри фтизіатрії і пульмонології Харківської медичної академії післядипломної освіти (з 1994 до 2009), заслужений лікар України.

## Біографія
Валерій Крутько народився 30 травня 1939 у селі Лермонтовка Хабаровського краю РРФСР.
У 1965 році закінчив Харківський медичний інститут і працював лікарем. З 1968 року працює у Харківській медичній академії післядипломної освіти (Українському інституті удосконалення лікарів, який в 1991 році перейменовано в Харківський інститут удосконалення лікарів, а в 1999 році — у Харківську медичну академію післядипломної освіти).
У 1975 захистив кандидатську дисертацію за темою: «Діагностична і лікувальна катетеризація бронхів у хворих з порожнинами різної етиології у легенях» (рос.).
У 1992 році захищена докторська дисертація за темою: «Хірургічне лікування раку легень в осіб похилого віку з врахуванням змін мікроциркуляції і гуморальної системи регуляції» (рос.).
3 1994 по 2009 рік Крутько В. С. завідував кафедрою фтизіатрії і пульмонології Харківської медичної академії післядипломної освіти.

## Наукова діяльність
Велерій Крутько — фахівець з фтизіатрії.
Він провадить наукові дослідження по ефективністі лікування хворих на туберкульоз, туберкульозу і цитомегеловірусної інфекції, туберкульозу і хронічниому алкоголізму, молекулярно-генетичній епідеміології туберкульозу.
Також Велерієм Крутько розроблена методика лікування хворих на туберкульоз і алкоголізм.

## Творчий доробок
Велерій Крутько заслужений лікар України, автор багатьох статей та навчальних посібників:
- Крутько В. С. Сочетание поражения легких и почек // ПТуб. 1987. № 12 (один із співавторів)
- Крутько В. С. До питання про місце туберкульозу бронхів, трахеї, верхніх дихальних шляхів в новій клінічній класифікації туберкульозу // УПЖ. 1998. № 3.
- Крутько В. С. Результати комплексного лікування хворих на хіміорезистентний деструктивний туберкульоз легень // Там само. 2003. № 2 (один із співавторів);
- Крутько В. С. Особливості імунного статусу хворих на туберкульоз легень, які інфіковані цитомегаловірусом // Інфекц. хвороби. 2008. № 1 (один із співавторів);
- Крутько В. С. Рак легких: наружные симптомы. Х., 2010 (один із співавторів).